# دهستان زیرکوه (لنجان)
دهستان زیرکوه نام دهستانی در بخش باغ بهادران شهرستان لنجان، استان اصفهان در ایران است.

## جمعیت
براساس سرشماری مرکز آمار ایران در سال ۱۳۸۵، جمعیت آن ۱۰۰۷۳ نفر (۲۶۲۰ خانوار) بوده‌است.